# Temporada 1974-75 de los Milwaukee Bucks
La temporada 1974-75 fue la séptima de los Milwaukee Bucks en la NBA. La temporada regular acabó con 38 victorias y 44 derrotas, ocupando el séptimo puesto de la Conferencia Oeste, no logrando clasificarse para los playoffs, tras haber disputado las finales la temporada anterior.

## Elecciones en elDraft
| Ronda | Puesto | Jugador         | Posición  | Nacionalidad   | Universidad |
| ----- | ------ | --------------- | --------- | -------------- | ----------- |
| 1     | 18     | Gary Brokaw     | Escolta   | Estados Unidos | Notre Dame  |
| 4     | 72     | Lionel Billingy | Ala-Pívot | Estados Unidos | Duquesne    |
| 5     | 90     | John Johnson    | Alero     | Estados Unidos | Denver      |

## Temporada regular
| División Medio Oeste      | División Medio Oeste | División Medio Oeste | División Medio Oeste | División Medio Oeste | División Medio Oeste | División Medio Oeste | División Medio Oeste | División Medio Oeste |
| Equipo                    | G                    | P                    | %                    | PD                   | Casa                 | Fuera                | Div                  |                      |
| ------------------------- | -------------------- | -------------------- | -------------------- | -------------------- | -------------------- | -------------------- | -------------------- | -------------------- |
| y-Chicago Bulls           | 47                   | 35                   | .573                 | –                    | 29–12                | 18–23                | 11–15                |                      |
| x-Kansas City–Omaha Kings | 44                   | 38                   | .537                 | 3                    | 29–12                | 15–26                | 17–9                 |                      |
| x-Detroit Pistons         | 40                   | 42                   | .488                 | 7                    | 26–15                | 14–27                | 10–16                |                      |
| Milwaukee Bucks           | 38                   | 44                   | .463                 | 9                    | 25–16                | 13–28                | 14–12                |                      |

## Estadísticas
| Rk | Jugador             | Edad | P  | PT | MP   | TC   | TCI  | %TC  | TL  | TLI | %TL  | RO  | RD   | RT   | AS  | RB  | TAP | BP | FP  | PTS  |
| -- | ------------------- | ---- | -- | -- | ---- | ---- | ---- | ---- | --- | --- | ---- | --- | ---- | ---- | --- | --- | --- | -- | --- | ---- |
| 1  | Kareem Abdul-Jabbar | 27   | 65 |    | 42.3 | 12.5 | 24.4 | .513 | 5.0 | 6.6 | .763 | 3.0 | 11.0 | 14.0 | 4.1 | 1.0 | 3.3 |    | 3.2 | 30.0 |
| 2  | Bob Dandridge       | 27   | 80 |    | 37.9 | 8.6  | 18.3 | .473 | 2.6 | 3.3 | .805 | 1.8 | 5.1  | 6.9  | 3.0 | 1.5 | 0.6 |    | 4.1 | 19.9 |
| 3  | Jim Price           | 25   | 41 |    | 37.3 | 5.9  | 13.4 | .440 | 3.1 | 3.6 | .859 | 1.1 | 2.7  | 3.8  | 5.4 | 2.2 | 0.5 |    | 3.6 | 14.9 |
| 4  | Lucius Allen        | 27   | 10 |    | 34.2 | 6.8  | 16.4 | .415 | 3.1 | 3.7 | .838 | 0.9 | 2.2  | 3.1  | 5.3 | 1.4 | 0.1 |    | 2.3 | 16.7 |
| 5  | Cornell Warner      | 26   | 79 |    | 31.9 | 3.1  | 6.8  | .458 | 1.3 | 2.0 | .684 | 3.0 | 7.3  | 10.3 | 1.6 | 0.6 | 0.7 |    | 3.4 | 7.6  |
| 6  | George Thompson     | 27   | 73 |    | 27.2 | 4.2  | 9.5  | .443 | 2.3 | 2.9 | .785 | 0.7 | 1.8  | 2.5  | 3.1 | 0.9 | 0.1 |    | 2.8 | 10.7 |
| 7  | Jon McGlocklin      | 31   | 79 |    | 23.5 | 4.1  | 8.2  | .496 | 0.8 | 0.9 | .875 | 0.3 | 1.2  | 1.5  | 3.2 | 0.6 | 0.1 |    | 1.8 | 9.0  |
| 8  | Kevin Restani       | 23   | 76 |    | 23.1 | 2.5  | 5.6  | .440 | 0.5 | 0.6 | .714 | 1.7 | 3.6  | 5.3  | 1.6 | 0.5 | 0.3 |    | 2.3 | 5.4  |
| 9  | Gary Brokaw         | 21   | 73 |    | 22.5 | 3.2  | 7.0  | .455 | 1.7 | 2.5 | .685 | 0.5 | 1.5  | 2.0  | 3.0 | 0.4 | 0.2 |    | 2.4 | 8.1  |
| 10 | Mickey Davis        | 24   | 75 |    | 14.4 | 2.3  | 4.8  | .479 | 1.0 | 1.2 | .886 | 0.9 | 2.3  | 3.2  | 1.1 | 0.4 | 0.1 |    | 1.4 | 5.7  |
| 11 | Ron Williams        | 30   | 46 |    | 11.4 | 1.3  | 3.6  | .376 | 0.5 | 0.6 | .828 | 0.2 | 0.7  | 0.9  | 1.5 | 0.5 | 0.0 |    | 1.5 | 3.2  |
| 12 | Bob Rule            | 30   | 1  |    | 11.0 | 0.0  | 1.0  | .000 | 0.0 | 1.0 | .000 | 0.0 | 0.0  | 0.0  | 2.0 | 0.0 | 0.0 |    | 2.0 | 0.0  |
| 13 | Steve Kuberski      | 27   | 59 |    | 8.8  | 1.1  | 2.7  | .390 | 0.7 | 0.9 | .786 | 0.9 | 1.2  | 2.1  | 0.6 | 0.2 | 0.1 |    | 1.0 | 2.8  |
| 14 | Walt Wesley         | 30   | 41 |    | 5.2  | 0.9  | 2.0  | .440 | 0.3 | 0.6 | .609 | 0.3 | 1.0  | 1.3  | 0.3 | 0.2 | 0.1 |    | 1.0 | 2.1  |
| 15 | Terry Driscoll      | 27   | 11 |    | 4.7  | 0.3  | 1.2  | .231 | 0.1 | 0.2 | .500 | 0.6 | 0.8  | 1.5  | 0.3 | 0.1 | 0.0 |    | 0.6 | 0.6  |
| 16 | Dick Cunningham     | 28   | 2  |    | 4.0  | 0.0  | 0.0  | 0.0  | 0.0 |     |      | 0.0 | 1.0  | 1.0  | 0.5 | 0.0 | 0.0 |    | 0.5 | 0.0  |

## Galardones y récords
| Jugador             | Galardón                                    |
| Kareem Abdul-Jabbar | Mejor quinteto defensivo de la NBA All-Star |
| Bob Dandridge       | All-Star                                    |
| Jim Price           | All-Star                                    |